# جهاز نهاية العالم (استراتيجية)

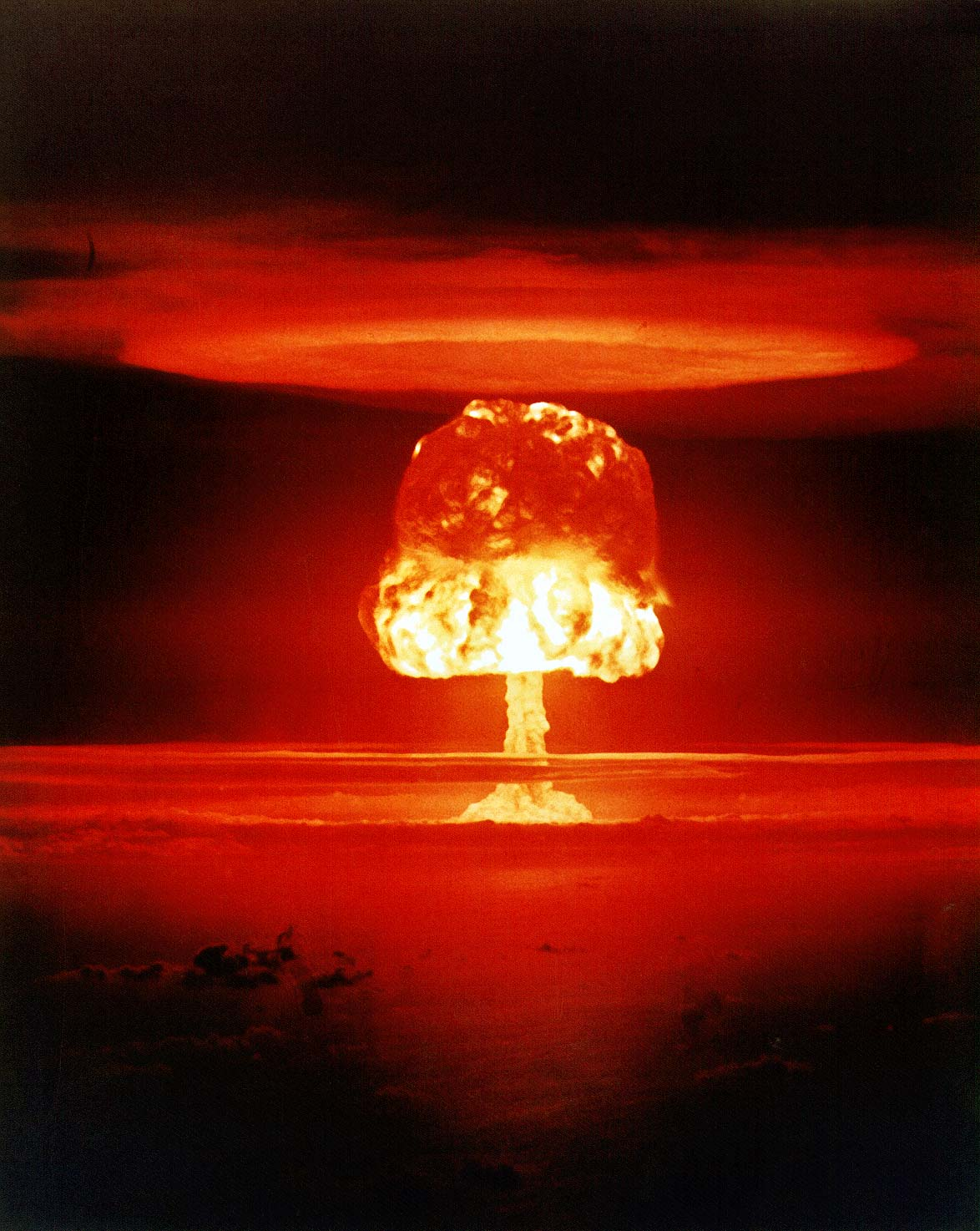
تعتمد العديد من اجهزة نهاية العالم على حقيقة أن القنبلة الهيدروجينية يمكن أن تخلق كميات كبيرة من الدمار تفوق القنبلة النووية

جهاز نهاية العالم هو سلاح أو نظام أسلحة يمكن أن يدمر كل الحياة على كوكب الأرض أو تدمير الكوكب نفسه وبذلك يكون «يوم القيامة» وهو المصطلح المستخدم في نهاية كوكب الأرض.

## مفاهيم
تعتمد معظم الإنشاءات الافتراضية على حقيقة أن القنابل الهيدروجينية يمكن جعلها كبيرة بشكل مخيف وملئها بمواد طويلة الأمد مثل قنبلة الكوبالت.
لقد كانت أجهزة يوم القيامة والمحرقة النووية موجودة في الأدب والفن وخاصة في القرن العشرين عندما جعل التقدم في العلوم والتكنولوجيا لدمار العالم أو على الأقل القضاء على جميع أشكال الحياة البشرية ويعتبر هذا السيناريو موثوق.